# Logaritmo natural

O gráfico do logaritmo natural.

O logaritmo natural, também conhecido como logaritmo neperiano, é o logaritmo de base e, um número irracional aproximadamente igual a 2,71828. É definido para todos os números reais estritamente positivos {\displaystyle x} e admite uma extensão como uma função complexa analítica em {\displaystyle \mathbf {C} \backslash \{0\}}.
Em termos simples, o logaritmo natural é uma função que é o expoente de uma potência de e, e aparece frequentemente nos processos naturais (o que explica o nome "logaritmo natural"). Esta função torna possível o estudo de fenômenos que evoluem de maneira exponencial.
O logaritmo neperiano leva o nome de seu inventor, o matemático escocês John Napier (ou John Naper), que utilizou a base 1/e e não a base e. É, portanto, a função inversa da função exponencial.

## Origem
Em uma época passada, antes do invento das calculadoras eletrônicas, fazer contas de multiplicar era muito difícil (quem aprendeu a regra deve se lembrar de exercícios tais como multiplicar 77323 por 48229), porém fazer contas de somar era mais simples.
Observando-se (ver exponenciação) que:
{\displaystyle a^{(x+y)}=a^{x}\ a^{y}}
se houvesse uma tabela que transformasse cada número u no expoente x, sendo {\displaystyle u=a^{x},} multiplicar u por v poderia ser feito através de uma soma:
{\displaystyle u=a^{x},v=a^{y},u\ v=a^{(x+y)}}
O problema então é construir essa tábua de logaritmos. Uma das soluções encontradas foi baseada na observação de que, se x for um número pequeno {\displaystyle (x<1)}, temos
{\displaystyle a^{x}\approx 1+kx}
sendo a constante k dependente apenas de a mas não de x. Por exemplo, para a = 2, k ≈ 0,7 e para a = 10, k ≈ 2,3.
A relação entre a e k é precisamente o logaritmo natural, e se escolhermos a = e, temos que k = 1, o que simplifica a montagem das tábuas de logaritmos.

## Uma definição precisa emR{\displaystyle \mathbf {R} }
Uma maneira de definir o logaritmo natural:
{\displaystyle \ln(x):\mathbf {R} ^{+}\to \mathbf {R} }
é através da integral:
{\displaystyle \ln(x):=\int _{1}^{x}{\frac {dt}{t}}}
Para mostrar que esta definição de fato conduz a uma função logarítmica, devemos estabelecer:
- {\displaystyle \ln(1)=0}
- {\displaystyle \ln(ab)=\ln(a)+\ln(b),\forall a,b>0}
- {\displaystyle \ln(x)} é uma função contínua.

A dificuldade reside apenas em mostrar a segunda propriedade, então vejamos:
{\displaystyle \ln(ab)=\int _{1}^{ab}{\frac {dt}{t}}=\int _{1}^{a}{\frac {dt}{t}}+\int _{a}^{ab}{\frac {dt}{t}}}
A primeira parcela desta soma é {\displaystyle \ln(a)} e a segunda parcela pode ser resolvida pela substituição: {\displaystyle u=t/a,} portanto:
{\displaystyle \ln(ab)=\ln(a)+\int _{1}^{b}{\frac {du}{u}}}
segue que {\displaystyle \ln(ab)=\ln(a)+\ln(b)}
Sabemos então que {\displaystyle \ln(x)=\log _{b}(x)} para alguma base {\displaystyle b} a ser determinada.
Da simples definição temos:
{\displaystyle {\frac {d}{dx}}\ln(x)={\frac {1}{x}}}
Seja {\displaystyle b^{x}} a função inversa de {\displaystyle \ln(x),} então, usando a fórmula {\displaystyle {\frac {d}{dx}}f^{-1}(x)={\frac {1}{f'(f^{-1}(x))}},} obtemos:
{\displaystyle {\frac {d}{dx}}b^{x}=b^{x}}
Portanto {\displaystyle b=e,} onde {\displaystyle e} é o número de Euler.

## Convenções de notação
Os matemáticos geralmente utilizam as notações "ln(x)"  para significar loge(x), i.e., o logaritmo natural de x, e escrevem "log10(x)"ou "log(x)" para o logaritmo de base 10 de x. Engenheiros, biólogos, economistas e outros escrevem somente "ln(x)" ou (ocasionalmente) "loge(x)" quando querem indicar o logaritmo natural de x, e "log(x)" para log10(x) e, em Computação, log(x) para log10(x) e lg(x) para log2(x). Algumas vezes Log(x) (L maiúsculo) é usado para log10(x) por pessoas que usam log(x) com um l minúsculo para loge(x).

## Função logarítmica complexa
Definimos a função logarítmica natural de uma variável complexa {\displaystyle z} pela equação:
{\displaystyle \ln z=\ln r+i(\theta \pm 2k\pi )}
onde {\displaystyle r} é o módulo e {\displaystyle \theta } é o argumento medido em radianos do número complexo{\displaystyle z}; {\displaystyle k=(1,2,3,\dots )} e {\displaystyle \ln } {\displaystyle r} define o logaritmo natural real positivo de {\displaystyle r.}
Assim, a função {\displaystyle ln} {\displaystyle z} é multivalente com infinitos valores - mesmo para números reais.
Chamamos de valor principal de {\displaystyle ln} {\displaystyle z} o número definido por:
{\displaystyle \ln z=\ln r+i\theta }

## Derivada da função logarítmica natural
Dada a função:
{\displaystyle f(x)=\ln(x)}
a sua derivada é:
{\displaystyle f'(x)=\lim _{h\to 0}{\frac {ln(x+h)-ln(x)}{h}}=\lim _{h\to 0}{\frac {ln((x+h)/x)}{h}}=\lim _{h\to 0}{\frac {1}{h}}.ln(1+{\frac {h}{x}})=\lim _{h\to 0}ln(1+{\frac {h}{x}})^{\frac {1}{h}}=\lim _{h\to 0}ln(1+{\frac {1}{x/h}})^{\frac {1}{h}}}
Após uma mudança de variável
{\displaystyle u={\frac {x}{h}}}
{\displaystyle \lim _{u\to \infty }ln(1+{\frac {1}{u}})^{\frac {u}{x}}={\frac {1}{x}}\lim _{u\to \infty }ln(1+{\frac {1}{u}})^{u}={\frac {1}{x}}.ln(e)}
que resulta em:
{\displaystyle f'(x)={\frac {1}{x}}}

## Integral da função logarítmica
Dada a função:
{\displaystyle \int \ln(x)\,dx=x\ln(x)-x+C}
esta integral pode ser obtida pela aplicação da integração por partes, ou seja:
{\displaystyle \int \ln(x)dx=\int (x)'\ln(x)dx=x\ln(x)-\int x(\ln(x))'dx.}